# 여홍규
여홍규(呂弘圭, 2002년 5월 25일 ~ )은 대한민국의 축구 선수이다. 포지션은 오른쪽 윙어, 센터포워드이다. 현재 K리그2 화성 FC 소속이다.

## 수상

### 팀
FC 온라인 K리그 올해의 세레머니상